# Хатукай
Хатука́й (рос. Хатука́й; адиг. Хьатикъуай) — аул в Красногвардійському районі Адигеї. Розташований на лівому березі річки Лаба при впаданні її до Кубані.
Населення 4 911 осіб (2010).
Населення аулу змішане: окрім адигів проживає багато росіян, є вірмени. Підприємства сільського господарства, завод консервації овочів. Багато жителів працюють в сусідньому Усть-Лабінську, розташованого на протилежному високому березі Кубані. Аул сполучений з ним автобусним сполученням (міський маршрут).

## Історія
Назва аулу пов'язана з хатукаєвцями (хатукай) — одній з адигських народностей. У 1851 році деякі адиги переселилися в гирло Лаби з передгір'їв, де мешкали раніше. Вірменські джерела говорять про те, що в однойменному аулі до початку XIX століття проживали вірмени-черкесогаї.

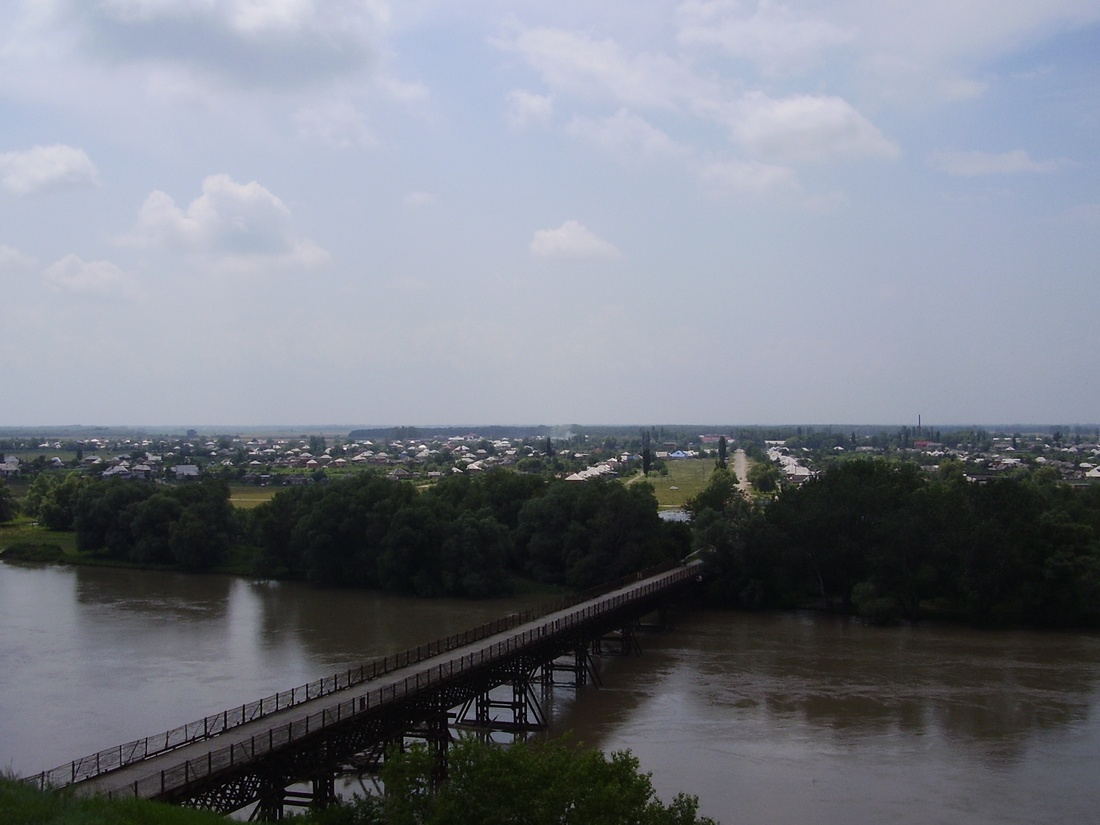
Вигляд на аул через Кубань з боку Усть-Лабінська

У 2002 році аул був повністю затоплений річковими водами в результаті розмиву земляних гребель, які тривалий час не ремонтувалися. Будівництво житла (значна частина старих будинків були з саману) і відновлення зруйнованих комунікацій були здійснені за рахунок федерального бюджету.